# آکینوبو یوکوچی
آکینوبو یوکوچی (انگلیسی: Akinobu Yokouchi؛ زادهٔ ۳۰ نوامبر ۱۹۶۷) بازیکن فوتبال اهل ژاپن است.
از باشگاه‌هایی که در آن بازی کرده‌است می‌توان به باشگاه فوتبال سانفریس هیروشیما اشاره کرد.